# Sigmund Selberg
Sigmund Selberg, né le 11 août 1910 à Langesund en Norvège et mort le 20 avril 1994 à Trondheim est un mathématicien norvégien. Il est frère jumeau de Arne Selberg (en), et a deux autres frères, Henrik Selberg (en) et Atle Selberg. Ses travaux de recherche concernent principalement la théorie analytique de nombres premiers et notamment distribution des nombres premiers,.

## Biographie
Selberg est né à Langesund, mais grandit à Voss, où il obtient le diplôme du lycée local en 1931. L'intérêt pour les mathématiques est grand dans la famille et, comme plusieurs de ses frères, il étudie les sciences naturelles à l'Université d'Oslo. Il obtient le diplôme de candidatus realium (cand. real.) en 1937 avec les mathématiques en matière principale. Il est diplômé du séminaire pédagogique « Pedagogisk Seminar » en 1936. En 1942, il obtient son doctorat à l'Université d'Oslo avec une thèse intitulée « Über die Verteilung Einiger Klassen quadratfreier Zahlen, die aus einer gegebenen Anzahl von Primfaktoren zusammengesetzt sind ».
Selberg est enseignant à la « Kommunale høiere almenskole » (lycée communal) de Sauda de 1937 à 1939 et à la « Trondheim katedralskole » (Schola Cathedralis Nidrosiensis) ou Trondheim Cathedral School (en) de Trondheim de 1939 à 1946. En 1946-1947, il enseigne au NTH (Institut norvégien de technologie) et en 1947, il est nommé professeur dans ce même institut. Il occupe ce poste jusqu'à son départ à la retraite à la limite d'âge, en 1977.
En recherche, le domaine de travail principal de Selberg est, au sein de la théorie des nombres, l'étude des nombres premiers. Il contribue principalement à la théorie analytique des nombres, branche qui utilise la théorie des fonctions complexes, mais il a également contribué à d'autres domaines, tels que la théorie additive des nombres. La plupart de ses travaux sont liés à l'étude des nombres premiers, mais il contribue aussi à l'étude de la distribution des nombres sans carré, c'est-à-dire des nombres qui ne sont pas divisibles par le carré d'un nombre premier, et plus généralement les nombres qui ne sont pas divisibles par une puissance arbitraire de nombres premiers. Son dernier travail, en date de 1988, aborde le problème inverse, à savoir la distribution des nombres qui ne contiennent pas de facteurs premier isolé. Les œuvres de Selberg se caractérisent par un style simple et d'une grande clarté.
Selberg est membre de la Société royale des lettres et des sciences de Norvège depuis 1943, et il en est un membre actif. Il a été président de la classe de mathématiques et des sciences naturelles à plusieurs reprises. De plus, il a été membre de l'Académie norvégienne des sciences et des lettres à partir de 1953 et de la Koninklijke Hollandsche Maatschappij der Wetenschappen (KHMW).